# Piero Tarticchio
Pietro Tarticchio (Gallesano, 7 luglio 1936) è uno scrittore e grafico italiano.

## Biografia
Pietro (poi Piero) Tarticchio, nato in Gallesano (in croato Galižana) in Istria vicino a Pola, ora residente a Milano, è stato costretto all'esodo, nel 1947, dai partigiani del maresciallo Josip Broz Tito, che uccisero e gettarono nelle foibe sette suoi parenti, tra cui il padre e don Angelo Tarticchio, sacerdote.
Dal 1946 è artista grafico e successivamente diventa anche giornalista pubblicista e scrittore componendo diversi libri per preservare la memoria sul tema dell'esodo istriano e delle foibe.
È stato direttore del mensile "Arena di Pola",  ed è presidente del Centro di Cultura giuliano-dalmata.

## Premi
- Premio letterario "Istria Nobilissima", edizione 1998, con Le radici del Vento
- Premio letterario "Gian Vincenzo Omodei Zorini", edizione 2005, con Nascinguerra[2]

## Opere
- Pietro Tarticchio e Lio Selva, Parole & sogni. Parole in poesie e grafie in punta di penna, Monza, Midia, 1998, ISBN 88-87012-09-1
- Le radici del vento: pennellate di un ricordo scritto e disegnato in punta di penna, Monza, Midia, 1998, ISBN 88-87012-08-3 1998
- Nascinguerra, Milano, Baldini & Castoldi, 2001, ISBN 88-8490-103-0
- Visioni. Minigalleria di racconti espressi per immagini, Cologno Monzese, Silvia Editore, 2004, ISBN 88-88250-21-2
- Storia di un gatto profugo, Cologno Monzese, Silvia Editore, 2006, ISBN 88-88250-45-X
- L'impronta del leone alato, Roma, Albatros, 2010, ISBN 978-88-567-2374-8
- La capra vicino al cielo, Milano, Mursia, 2015, ISBN 978-88-425-5552-0
- Maria Peschle e il suo giardino di vetro, Milano, Mursia, 2019 ISBN 978-88-425-5883-5